# Стабилизация изображения
Стабилизация изображения — технология, применяемая в фотографии и кинематографе, снижающая смазывание или тряску изображения из-за перемещений съёмочной камеры. В фотографии назначение стабилизатора заключается в расширении возможностей съёмки без штатива или другой опоры в условиях низкой освещённости, когда требуются длинные выдержки. В кинематографе и на телевидении стабилизаторы используются для снижения тряски изображения, неизбежной при движении камеры в руках оператора или на транспортном средстве.
Цифровая стабилизация изображения — технология обработки изображения в видеотехнике, позволяющая (помимо компенсации движения камеры) полностью или частично компенсировать движение одного из объектов в кадре и улучшить качество изображения благодаря меньшей смазанности сюжетно важных деталей.
Стабилизатор изображения — общее наименование всех частей камеры, осуществляющих стабилизацию изображения.

## Разновидности
Все известные системы стабилизации делятся на активные и пассивные. К первым относятся гиростабилизаторы и механические демпферы, стабилизирующие положение камеры в пространстве, такие как «Стэдикам», специальные платформы и панорамные головки. Пассивные системы основаны на оптической или цифровой компенсации смещения действительного изображения относительно поверхности светоприёмника, или на сдвиге самой матрицы вслед за смещающимся изображением.
Возможности систем стабилизации изображения ограничены. По самым оптимистическим данным, выигрыш в величине допустимой выдержки составляет 8—16 раз (3—4 ступени экспозиции)
.
Тем не менее, в целом ряде случаев автоматическая стабилизация бывает крайне полезна, позволяя увеличить выдержку на эти самые 3—4 ступени и спокойно снимать с рук в таких условиях освещения и на таких фокусных расстояниях объектива, когда без стабилизатора понадобился бы фотоштатив. Кроме того, иногда стабилизация позволяет избежать «принудительного» увеличения чувствительности матрицы, приводящего к росту уровня шумов.
Технологии нашли применение в фотографии, видеосъёмке, в конструкции астрономических телескопов, биноклей. Наибольшее значение стабилизация имеет в случае опасности смещения камеры при съёмке, при большой выдержке и значительном фокусном расстоянии объектива. В видеокамерах движение камеры вызывает видимое колебание кадра к кадру. В астрономии толчки аппаратуры вызывают колебания линз, которые вызывают проблемы с регистрацией положения объектов в связи со смещениями изображений от номинального положения на фокальной плоскости.

## Работа системы стабилизации
Стабилизаторы изображения бывают оптическими, с подвижной матрицей и электронными (цифровыми).

### Датчик стабилизатора изображения
В фотоаппарат встроены специальные сенсоры, работающие по принципу гироскопов или акселерометров. Эти сенсоры постоянно определяют углы поворота и скорости перемещения фотоаппарата в пространстве и выдают команды электрическим приводам, которые отклоняют стабилизирующий элемент объектива или матрицу. При электронной (цифровой) стабилизации изображения углы и скорости перемещения фотоаппарата пересчитываются процессором, который устраняет сдвиг.

### Оптический стабилизатор изображения
В 1994 году фирмой Canon была представлена технология, получившая название OIS (англ. Optical Image Stabilizer — оптический стабилизатор изображения). Стабилизирующий элемент объектива, подвижный по вертикальной и горизонтальной осям, по командам от гироскопических датчиков отклоняется электрическим приводом системы стабилизации так, чтобы проекция изображения на плёнке (или матрице) полностью компенсировала колебания фотоаппарата за время экспозиции. В результате при малых амплитудах колебаний фотоаппарата проекция всегда остаётся неподвижной относительно матрицы, что и обеспечивает картинке необходимую чёткость. Однако наличие дополнительного оптического элемента немного снижает светосилу объектива.
Технология оптической стабилизации была подхвачена другими производителями и хорошо зарекомендовала себя в целом ряде телеобъективов и камер (Canon, Nikon, Panasonic). Разные производители называют свою реализацию оптической стабилизации по-разному:
- Canon и Kodak — Image Stabilization (IS)
- Nikon — Vibration Reduction (VR)
- Panasonic — MEGA O.I.S., Power O.I.S. (Optical Image Stabilizer); система двойной стабилизации камера+объектив - Dual IS
- Sony — Optical Steady Shot (OSS)
- Tamron — Vibration Compensation (VC)
- Sigma — Optical Stabilization (OS)

Для плёночных фотоаппаратов оптическая стабилизация — единственная технология борьбы с «шевелёнкой», поскольку саму плёнку двигать, как матрицу цифрового фотоаппарата, не получится.

### Стабилизатор изображения с подвижной матрицей
Специально для цифровых фотоаппаратов компания Konica Minolta разработала технологию стабилизации (англ. Anti-Shake — антитряска), впервые применённую в 2003 году в фотокамере Dimage A1. В этой системе движение фотоаппарата компенсирует не оптический элемент внутри объектива, а его матрица, закреплённая на подвижной платформе.
Объективы становятся дешевле, проще и надёжнее, стабилизация изображения работает с любой оптикой. Это важно для зеркальных фотоаппаратов, имеющих сменную оптику. Стабилизация со сдвигом матрицы, в отличие от оптической, не вносит искажений в картинку (быть может, кроме вызванных неравномерной резкостью объектива) и не влияет на светосилу объектива. В то же время считается, что стабилизация сдвигом матрицы менее эффективна, нежели оптическая стабилизация.
С увеличением фокусного расстояния объектива эффективность Anti-Shake снижается: на длинных фокусах матрице приходится совершать слишком быстрые перемещения со слишком большой амплитудой, и она просто перестаёт успевать за «ускользающей» проекцией.
Кроме того, для высокой точности работы система должна знать точное значение фокусного расстояния объектива, что ограничивает применение старых трансфокаторов, и расстояния фокусировки при малой дистанции, что ограничивает её работу при макросъёмке.
Системы стабилизации с подвижной матрицей:
- Konica Minolta — Anti-Shake (AS);
- Sony — Super Steady Shot (SSS) — является заимствованием и развитием Anti-Shake от Minolta;
- Pentax — Shake Reduction (SR) — разработка Pentax, нашла применение в зеркальных камерах Pentax K100D, K10D и последующих;
- Olympus — Image Stabilizer (IS) — применяется в некоторых моделях зеркальных, «ультразумах» и во всех беззеркальных камерах Olympus.

### Электронный (цифровой) стабилизатор изображения
Существует и EIS (англ.  Electronic (Digital) Image Stabilizer — электронная (цифровая) стабилизация изображения). При этом виде стабилизации примерно 40 % пикселей на матрице отводится на стабилизацию изображения и не участвует в формировании картинки. При дрожании видеокамеры картинка «плавает» по матрице, а процессор фиксирует эти колебания и вносит коррекцию, используя резервные пиксели для компенсации дрожания картинки. Эта система стабилизации широко применяется в цифровых видеокамерах, где матрицы маленькие (0,8 Мп, 1,3 Мп и др.). Имеет более низкое качество, чем прочие типы стабилизации, зато принципиально дешевле, так как не содержит дополнительных механических элементов.

### Режимы работы системы стабилизации изображения
Существует три типичных режима работы системы стабилизации изображения: однократный или кадровый (англ. Shoot only — только при съёмке), непрерывный (англ. Continuous — непрерывно) и режим панорамирования (англ. Panning — панорамирование).
В однократном режиме система стабилизации активируется только на время экспозиции, что, теоретически, наиболее эффективно, так как требует наименьших корректирующих перемещений.
В непрерывном режиме система стабилизации работает постоянно, что облегчает фокусировку в сложных условиях. Однако эффективность работы системы стабилизации при этом может оказаться несколько ниже, поскольку в момент экспозиции корректирующий элемент может оказаться уже смещённым, что снижает его диапазон корректировки. Кроме того, в непрерывном режиме система потребляет больше электроэнергии, что приводит к более быстрому разряду аккумулятора.
В режиме панорамирования система стабилизации компенсирует только вертикальные колебания.

### Интересные факты
В сентябре 2012 года первым в мире мобильным телефоном с оптической стабилизацией изображения (OIS) стал смартфон Nokia Lumia 920.

### Виды стабилизаторов
1.Оптический
2.Цифровой
3.Матричный